# Конференция католических епископов
Конференция католических епископов — постоянный орган, объединяющий католических епископов какой-либо страны или территории. Целью конференции служит координация деятельности епископов страны или региона и совместное решение проблем, актуальных для Католической церкви на данной территории.
Согласно Кодексу канонического права (кан. 447) «Конференция епископов есть постоянное установление, представляющее собою собрание епископов какой-либо страны или определенной территории, по нормам права осуществляющих совместно определенные пастырские обязанности по отношению к верным Христу, проживающим на их территории, чтобы лучше способствовать тому благу, которое Церковь предоставляет людям, особенно через различные формы и способы апостольства, должным образом приспособляемые к обстоятельствам места и времени».

## История
Необходимость регулярных консультаций и координации деятельности епископов сопредельных регионов была осознана ещё в древней Церкви и реализовывалась через местные синоды и соборы. Регулярную форму такие собрания епископов обрели в XIX веке, что и привело к образованию постоянно действующих конференций католических епископов.
Первым документом, определившим статус епископских конференций, стала конституция папы Пия X Sapienti Concilio от 29 июня 1908 года, однако полномочия конференций тогда были существенно ниже современных. Существенные изменения в их статус и обязанности были внесены на Втором Ватиканском соборе. Современное положение конференций епископов регламентировано действующим Кодексом каноническом права.

## Состав
Как правило, конференция епископов включает в себя всех ординариев епархий и структур, приравненных к епархиям, в данной стране, а именно:
- Действующие архиепископы и епископы.
- Главы структур, приравненных к епархиям (апостольские администраторы, апостольские викарии, главы территориальных аббатств и др.).
- Главы епархий восточных обрядов (иногда с совещательным голосом).
- Военные ординарии.
- Вспомогательные епископы епархий и другие титулярные епископы, исполняющие на данной территории особые обязанности.

В состав конференции не входят епископы-эмериты (подавшие в отставку с кафедры по возрасту или состоянию здоровья), однако они могут иметь совещательный голос при конференции. Также не являются членами епископских конференций титулярные епископы без определённых обязанностей на территории конференции и папские нунции.
Если существуют весомые обстоятельства, чаще всего сводящиеся к малому числу католических епископов в данной стране, Святой Престол может учреждать конференцию епископов не для страны, а для региона (примером может служить конференция католических епископов Скандинавии).

## Структура

### Председатель
Каждая конференция епископов избирает себе председателя и определяет, кто будет исполнять обязанности заместителя председателя, если перед председателем встанут законные препятствия, а также назначает генерального секретаря по норме устава. Председатель конференции — или, если перед ним встают законные препятствия, то его заместитель — председательствует не только на общих собраниях конференции епископов, но и в постоянном совете. Председатель конференции избирается на определённый срок.

### Комиссии
При каждой конференции образуется несколько тематических комиссий, в состав которых входит один или несколько епископов-членов конференции, а также приглашённые со стороны сотрудники из числа священников или мирян. Возглавляет каждую комиссию епископ-член конференции. Состав комиссий при каждой конференции может быть различным, к примеру, в Конференцию католических епископов России входят следующие комиссии:
- Литургическая комиссия
- Комиссия по делам мирян, движений и молодежи
- Катехетическая комиссия
- Комиссия по взаимодействию с государственными властями
- Комиссия по делам семьи
- Комиссия по вопросам пастырской деятельности и призваний
- Комиссия по межхристианскому и межрелигиозному диалогу и диалогу с неверующими
- Комиссия по социально-благотворительной деятельности

### Генеральный секретариат
Генеральному секретариату надлежит:
- Составлять отчёт об актах и постановлениях пленарного собрания конференции, а также об актах постоянного совета епископов, и знакомить с ним всех членов конференции, а кроме того — составлять и другие акты по поручению председателя конференции или постоянного совета;
- Знакомить соседние конференции епископов с теми актами и документами, которые, по решению пленарного собрания конференции или постоянного совета епископов, следует им переслать.

### Особенности руководства Конференцией епископов Италии
Италия — единственная страна, в которой сам Папа — епископ Рима и примас Италии — назначает президента национальной конференции. Однако, в январе 2006 года впервые в истории Бенедикт XVI обратился к итальянским епископам с письмом, в котором попросил их «посоветовать» ему, кого назначить преемником уходящего с этого поста по достижении преклонного возраста кардинала Руини.

## Учреждение, упразднение и преобразование конференций, Устав конференций
Только высшая власть Церкви вправе, выслушав мнение заинтересованных епископов, учреждать, упразднять или преобразовывать конференции епископов. Законным образом учреждённая конференция епископов в силу самого права обладает статусом юридического лица. Каждой конференции епископов предписывается выработать свой устав, подлежащий утверждению Апостольского Престола. Этим уставом, помимо прочего, должен быть предусмотрен порядок проведения пленарных заседаний конференции и работы постоянного совета епископов и генерального секретариата конференции, а также других служб и комиссий, которые, по мнению конференции, способствуют более успешному достижению её целей.

## Пленарные собрания
Пленарные собрания конференции епископов должны проводиться не реже раза в год — а кроме того, всякий раз, когда этого потребуют особые обстоятельства, согласно предписаниям устава. На пленарных собраниях конференции епископов решающий голос в силу самого права принадлежит диоцезным епископам и тем, кто приравнивается к ним правом, а также епископам-коадъюторам. епископам-помощникам и прочим титулярным епископам, входящим в состав конференции епископов, принадлежит решающий или совещательный голос, по предписаниям устава конференции. Конференция епископов может выносить общие постановления лишь в тех делах, в которых это предписано универсальным правом либо установлено особым мандатом Апостольского Престола, выданным по его собственному почину, или по просьбе самой конференции. Чтобы постановления принимались на пленарном собрании действительным образом, они должны получить по меньшей мере две трети голосов предстоятелей, обладающих решающим голосом и входящих в состав конференции. Обязательную силу они получают лишь после того, как их утвердит Апостольский Престол и они будут законным образом обнародованы. Порядок обнародования и время вступления постановлений в силу определяются самой конференцией епископов.
В тех случаях, когда ни универсальное право, ни особый мандат Апостольского Престола не наделили конференцию епископов властью, полномочия каждого епископа остаются в неприкосновенности, и ни конференция, ни её председатель не вправе действовать от имени всех епископов, если все епископы и каждый из них в отдельности не дадут на это согласия. По завершении пленарного собрания конференции епископов её председателю следует переслать Апостольскому престолу отчёт об актах конференции, а также её постановления: как для того, чтобы Святой Престол был извещён об актах конференции, так и для того, чтобы он мог утвердить её постановления, если таковые имеются. Постоянному совету епископов надлежит заботиться о подготовке повестки дня пленарного собрания конференции и о том, чтобы должным образом приводились в исполнение решения, принятые на пленарном собрании. Совету следует заниматься и другими вопросами, поручаемыми ему согласно уставу.

## Международная деятельность
Предписывается поддерживать отношения между конференциями епископов, особенно между соседствующими друг с другом, ради содействия большему благу и его сохранению. Однако всякий раз, когда деятельность конференций или их планы приобретают международный характер, необходимо выслушать мнение Апостольского Престола.